# Albo d'oro del singolare maschile dell'US Open
Nella tabella sottostante sono riportati i risultati delle finali del singolare maschile del torneo US Open di tennis.
| Anno | Vincitore                   | Finalista                  | Punteggio                     |
| 1881 | Richard Sears (1)           | William Glyn               | 6–0, 6–3, 6–2                 |
| 1882 | Richard Sears (2)           | Clarence Clark             | 6–1, 6–4, 6–0                 |
| 1883 | Richard Sears (3)           | James Dwight               | 6–2, 6–0, 9–7                 |
| 1884 | Richard Sears (4)           | Howard Taylor              | 6–0, 1–6, 6–0, 6–2            |
| 1885 | Richard Sears (5)           | Godfrey Brinley            | 6–3, 4–6, 6–0, 6–3            |
| 1886 | Richard Sears (6)           | Robert Livingston Beeckman | 4–6, 6–1, 6–3, 6–4            |
| 1887 | Richard Sears (7)           | Henry Slocum               | 6–1, 6–3, 6–2                 |
| 1888 | Henry Slocum (1)            | Howard Taylor              | 6–4, 6–1, 6–0                 |
| 1889 | Henry Slocum (2)            | Quincy Shaw                | 6–3, 6–1, 4–6, 6–2            |
| 1890 | Oliver Campbell (1)         | Henry Slocum               | 6–2, 4–6, 6–3, 6–1            |
| 1891 | Oliver Campbell (2)         | Clarence Hobart            | 2–6, 7–5, 7–9, 6–1, 6–2       |
| 1892 | Oliver Campbell (3)         | Frederick Hovey            | 7–5, 3–6, 6–3, 7–5            |
| 1893 | Robert Wrenn (1)            | Frederick Hovey            | 6–4, 3–6, 6–4, 6–4            |
| 1894 | Robert Wrenn (2)            | Manliff Goodbody           | 6–8, 6–1, 6–4, 6–4            |
| 1895 | Frederick Hovey             | Robert Wrenn               | 6–3, 6–2, 6–4                 |
| 1896 | Robert Wrenn (3)            | Frederick Hovey            | 7–5, 3–6, 6–0, 1–6, 6–1       |
| 1897 | Robert Wrenn (4)            | Wilberforce Eaves          | 4–6, 8–6, 6–3, 2–6, 6–2       |
| 1898 | Malcolm Whitman (1)         | Dwight Davis               | 3–6, 6–2, 6–2, 6–1            |
| 1899 | Malcolm Whitman (2)         | Jahial Parmly Paret        | 6–1, 6–2, 3–6, 7–5            |
| 1900 | Malcolm Whitman (3)         | William Larned             | 6–4, 1–6, 6–2, 6–2            |
| 1901 | William Larned (1)          | Beals Wright               | 6–2, 6–8, 6–4, 6–4            |
| 1902 | William Larned (2)          | Reginald Doherty           | 4–6, 6–2, 6–4, 8–6            |
| 1903 | Laurence Doherty            | William Larned             | 6–0, 6–3, 10–8                |
| 1904 | Holcombe Ward               | William Clothier           | 10–8, 6–4, 9–7                |
| 1905 | Beals Wright                | Holcombe Ward              | 6–2, 6–1, 11–9                |
| 1906 | William Clothier            | Beals Wright               | 6–3, 6–0, 6–4                 |
| 1907 | William Larned (3)          | Robert LeRoy               | 6–2, 6–2, 6–4                 |
| 1908 | William Larned (4)          | Beals Wright               | 6–1, 6–2, 8–6                 |
| 1909 | William Larned (5)          | William Clothier           | 6–1, 6–2, 5–7, 1–6, 6–1       |
| 1910 | William Larned (6)          | Tom Bundy                  | 6–1, 5–7, 6–0, 6–8, 6–1       |
| 1911 | William Larned (7)          | Maurice McLoughlin         | 6–4, 6–4, 6–2                 |
| 1912 | Maurice McLoughlin (1)      | Wallace Ford Johnson       | 3–6, 2–6, 6–2, 6–4, 6–2       |
| 1913 | Maurice McLoughlin (2)      | Richard Norris Williams    | 6–4, 5–7, 6–3, 6–1            |
| 1914 | Richard Norris Williams (1) | Maurice McLoughlin         | 6–3, 8–6, 10–8                |
| 1915 | Bill Johnston (1)           | Maurice McLoughlin         | 1–6, 6–0, 7–5, 10–8           |
| 1916 | Richard Norris Williams (2) | Bill Johnston              | 4–6, 6–4, 0–6, 6–2, 6–4       |
| 1917 | Robert Lindley Murray (1)   | Nathaniel Niles            | 5–7, 8–6, 6–3, 6–3            |
| 1918 | Robert Lindley Murray (2)   | Bill Tilden                | 6–3, 6–1, 7–5                 |
| 1919 | Bill Johnston (2)           | Bill Tilden                | 6–4, 6–4, 6–3                 |
| 1920 | Bill Tilden (1)             | Bill Johnston              | 6–1, 1–6, 7–5, 5–7, 6–3       |
| 1921 | Bill Tilden (2)             | Wallace Johnson            | 6–1, 6–3, 6–1                 |
| 1922 | Bill Tilden (3)             | Bill Johnston              | 4–6, 3–6, 6–2, 6–3, 6–4       |
| 1923 | Bill Tilden (4)             | Bill Johnston              | 6–4, 6–1, 6–4                 |
| 1924 | Bill Tilden (5)             | Bill Johnston              | 6–1, 9–7, 6–2                 |
| 1925 | Bill Tilden (6)             | Bill Johnston              | 4–6, 11–9, 6–3, 4–6, 6–3      |
| 1926 | René Lacoste (1)            | Jean Borotra               | 6–4, 6–0, 6–4                 |
| 1927 | René Lacoste (2)            | Bill Tilden                | 11–9, 6–3, 11–9               |
| 1928 | Henri Cochet                | Francis Hunter             | 4–6, 6–4, 3–6, 7–5, 6–3       |
| 1929 | Bill Tilden (7)             | Francis Hunter             | 3–6, 6–3, 4–6, 6–2, 6–4       |
| 1930 | John Doeg                   | Frank Shields              | 10–8, 1–6, 6–4, 16–14         |
| 1931 | Ellsworth Vines (1)         | George Lott                | 7–9, 6–3, 9–7, 7–5            |
| 1932 | Ellsworth Vines (2)         | Henri Cochet               | 6–4, 6–4, 6–4                 |
| 1933 | Fred Perry (1)              | Jack Crawford              | 6–3, 11–13, 4–6, 6–0, 6–1     |
| 1934 | Fred Perry (2)              | Wilmer Allison             | 6–4, 6–3, 1–6, 8–6            |
| 1935 | Wilmer Allison              | Sidney Wood                | 6–2, 6–2, 6–3                 |
| 1936 | Fred Perry (3)              | Don Budge                  | 2–6, 6–2, 8–6, 1–6, 10–8      |
| 1937 | Don Budge (1)               | Gottfried von Cramm        | 6–1, 7–9, 6–1, 3–6, 6–1       |
| 1938 | Don Budge (2)               | Gene Mako                  | 6–3, 6–8, 6–2, 6–1            |
| 1939 | Bobby Riggs (1)             | Welby van Horn             | 6–4, 6–2, 6–4                 |
| 1940 | Donald McNeill              | Bobby Riggs                | 4–6, 6–8, 6–3, 6–3, 7–5       |
| 1941 | Bobby Riggs (2)             | Frank Kovacs               | 5–7, 6–1, 6–3, 6–3            |
| 1942 | Ted Schroeder               | Frank Parker               | 8–6, 7–5, 3–6, 4–6, 6–2       |
| 1943 | Joe Hunt                    | Jack Kramer                | 6–3, 6–8, 10–8, 6–0           |
| 1944 | Frank Parker (1)            | William Talbert            | 6–4, 3–6, 6–3, 6–3            |
| 1945 | Frank Parker (2)            | William Talbert            | 14–12, 6–1, 6–2               |
| 1946 | Jack Kramer (1)             | Tom Brown                  | 9–7, 6–3, 6–0                 |
| 1947 | Jack Kramer (2)             | Frank Parker               | 4–6, 2–6, 6–1, 6–0, 6–3       |
| 1948 | Pancho Gonzales (1)         | Eric Sturgess              | 6–2, 6–3, 14–12               |
| 1949 | Pancho Gonzales (2)         | Ted Schroeder              | 16–18, 2–6, 6–1, 6–2, 6–4     |
| 1950 | Arthur Larsen               | Herb Flam                  | 6–3, 4–6, 5–7, 6–4, 6–3       |
| 1951 | Frank Sedgman (1)           | Vic Seixas                 | 6–4, 6–1, 6–1                 |
| 1952 | Frank Sedgman (2)           | Gardnar Mulloy             | 6–1, 6–2, 6–3                 |
| 1953 | Tony Trabert (1)            | Vic Seixas                 | 6–3, 6–2, 6–3                 |
| 1954 | Vic Seixas                  | Rex Hartwig                | 3–6, 6–2, 6–4, 6–4            |
| 1955 | Tony Trabert (2)            | Ken Rosewall               | 9–7, 6–3, 6–3                 |
| 1956 | Ken Rosewall                | Lew Hoad                   | 4–6, 6–2, 6–3, 6–3            |
| 1957 | Malcolm Anderson            | Ashley Cooper              | 10–8, 7–5, 6–4                |
| 1958 | Ashley Cooper               | Malcolm Anderson           | 6–2, 3–6, 4–6, 10–8, 8–6      |
| 1959 | Neale Fraser (1)            | Alex Olmedo                | 6–3, 5–7, 6–2, 6–4            |
| 1960 | Neale Fraser (2)            | Rod Laver                  | 6–4, 6–4, 9–7                 |
| 1961 | Roy Emerson (1)             | Rod Laver                  | 7–5, 6–3, 6–2                 |
| 1962 | Rod Laver (1)               | Roy Emerson                | 6–2, 6–4, 5–7, 6–4            |
| 1963 | Rafael Osuna                | Frank Froehling            | 7–5, 6–4, 6–2                 |
| 1964 | Roy Emerson (2)             | Fred Stolle                | 6–4, 6–2, 6–4                 |
| 1965 | Manuel Santana              | Cliff Drysdale             | 6–2, 7–9, 7–5, 6–1            |
| 1966 | Fred Stolle                 | John Newcombe              | 4–6, 12–10, 6–3, 6–4          |
| 1967 | John Newcombe               | Clark Graebner             | 6–4, 6–4, 8–6                 |
| 1968 | Arthur Ashe                 | Tom Okker                  | 14–12, 5–7, 6–3, 3–6, 6–3     |
| 1969 | Rod Laver (2)               | Tony Roche                 | 7–9, 6–1, 6–2, 6–2            |
| 1970 | Ken Rosewall                | Tony Roche                 | 2–6, 6–4, 7–6(2), 6–3         |
| 1971 | Stan Smith                  | Jan Kodeš                  | 3–6, 6–3, 6–2, 7–6(3)         |
| 1972 | Ilie Năstase                | Arthur Ashe                | 3–6, 6–3, 6(1)–7, 6–4, 6–3    |
| 1973 | John Newcombe               | Jan Kodeš                  | 6–4, 1–6, 4–6, 6–2, 6–2       |
| 1974 | Jimmy Connors (1)           | Ken Rosewall               | 6–1, 6–0, 6–1                 |
| 1975 | Manuel Orantes              | Jimmy Connors              | 6–4, 6–3, 6–3                 |
| 1976 | Jimmy Connors (2)           | Björn Borg                 | 6–4, 3–6, 7–6(9), 6–4         |
| 1977 | Guillermo Vilas             | Jimmy Connors              | 2–6, 6–3, 7–5, 6–0            |
| 1978 | Jimmy Connors (3)           | Björn Borg                 | 6–4, 6–2, 6–2                 |
| 1979 | John McEnroe (1)            | Vitas Gerulaitis           | 7–5, 6–3, 6–3                 |
| 1980 | John McEnroe (2)            | Björn Borg                 | 7–6(4), 6–1, 6(5)–7, 5–7, 6–4 |
| 1981 | John McEnroe (3)            | Björn Borg                 | 4–6, 6–2, 6–4, 6–3            |
| 1982 | Jimmy Connors (4)           | Ivan Lendl                 | 6–3, 6–2, 4–6, 6–4            |
| 1983 | Jimmy Connors (5)           | Ivan Lendl                 | 6–3, 6(2)–7, 7–5, 6–0         |
| 1984 | John McEnroe (4)            | Ivan Lendl                 | 6–3, 6–4, 6–1                 |
| 1985 | Ivan Lendl (1)              | John McEnroe               | 7–6(1), 6–3, 6–4              |
| 1986 | Ivan Lendl (2)              | Miloslav Mečíř             | 6–4, 6–2, 6–0                 |
| 1987 | Ivan Lendl (3)              | Mats Wilander              | 6(7)–7, 6–0, 7–6(4), 6–4      |
| 1988 | Mats Wilander               | Ivan Lendl                 | 6–4, 4–6, 6–3, 5–7, 6–4       |
| 1989 | Boris Becker                | Ivan Lendl                 | 7–6(2), 1–6, 6–3, 7–6(4)      |
| 1990 | Pete Sampras (1)            | Andre Agassi               | 6–4, 6–3, 6–2                 |
| 1991 | Stefan Edberg (1)           | Jim Courier                | 6–2, 6–4, 6–0                 |
| 1992 | Stefan Edberg (2)           | Pete Sampras               | 3–6, 6–4, 7–6(5), 6–2         |
| 1993 | Pete Sampras (2)            | Cédric Pioline             | 6–4, 6–4, 6–3                 |
| 1994 | Andre Agassi (1)            | Michael Stich              | 6–1, 7–6(5), 7–5              |
| 1995 | Pete Sampras (3)            | Andre Agassi               | 6–4, 6–3, 4–6, 7–5            |
| 1996 | Pete Sampras (4)            | Michael Chang              | 6–1, 6–4, 7–6(3)              |
| 1997 | Patrick Rafter (1)          | Greg Rusedski              | 6–3, 6–2, 4–6, 7–5            |
| 1998 | Patrick Rafter (2)          | Mark Philippoussis         | 6–3, 3–6, 6–2, 6–0            |
| 1999 | Andre Agassi (2)            | Todd Martin                | 6–4, 6(5)–7, 6(2),–7 6–3, 6–2 |
| 2000 | Marat Safin                 | Pete Sampras               | 6–4, 6–3, 6–3                 |
| 2001 | Lleyton Hewitt              | Pete Sampras               | 7–6(4), 6–1, 6–1              |
| 2002 | Pete Sampras (5)            | Andre Agassi               | 6–3, 6–4, 5–7, 6–4            |
| 2003 | Andy Roddick                | Juan Carlos Ferrero        | 6–3, 7–6(2), 6–3              |
| 2004 | Roger Federer (1)           | Lleyton Hewitt             | 6–0, 7–6(3), 6–0              |
| 2005 | Roger Federer (2)           | Andre Agassi               | 6–3, 2–6, 7–6(1), 6–1         |
| 2006 | Roger Federer (3)           | Andy Roddick               | 6–2, 4–6, 7–5, 6–1            |
| 2007 | Roger Federer (4)           | Novak Đoković              | 7–6(4), 7–6(2), 6–4           |
| 2008 | Roger Federer (5)           | Andy Murray                | 6–2, 7–5, 6–2                 |
| 2009 | Juan Martín del Potro       | Roger Federer              | 3–6, 7–6(5), 4–6, 7–6(4), 6–2 |
| 2010 | Rafael Nadal (1)            | Novak Đoković              | 6–4, 5–7, 6–4, 6–2            |
| 2011 | Novak Đoković (1)           | Rafael Nadal               | 6–2, 6–4, 6(3)–7, 6–1         |
| 2012 | Andy Murray                 | Novak Đoković              | 7–6(10), 7–5, 2–6, 3–6, 6–2   |
| 2013 | Rafael Nadal (2)            | Novak Đoković              | 6–2, 3–6, 6–4, 6–1            |
| 2014 | Marin Čilić                 | Kei Nishikori              | 6–3, 6–3, 6–3                 |
| 2015 | Novak Đoković (2)           | Roger Federer              | 6–4, 5–7, 6–4, 6–4            |
| 2016 | Stan Wawrinka               | Novak Đoković              | 6(1)–7, 6–4, 7–5, 6–3         |
| 2017 | Rafael Nadal (3)            | Kevin Anderson             | 6–3, 6–3, 6–4                 |
| 2018 | Novak Đoković (3)           | Juan Martìn del Potro      | 6–3, 7–6(4), 6–3              |
| 2019 | Rafael Nadal (4)            | Daniil Medvedev            | 7–5, 6–3, 5–7, 4–6, 6–4       |
| 2020 | Dominic Thiem               | Alexander Zverev           | 2–6, 4–6, 6–4, 6–3, 7–6(6)    |
| 2021 | Daniil Medvedev             | Novak Đoković              | 6–4, 6–4, 6–4                 |
| 2022 | Carlos Alcaraz              | Casper Ruud                | 6–4, 2–6, 7–6(1), 6–3         |
| 2023 | Novak Đoković (4)           | Daniil Medvedev            | 6–3, 7–6(5), 6–3              |
| 2024 | Jannik Sinner               | Taylor Fritz               | 6–3, 6–4, 7–5                 |

## Tennisti più vittoriosi
| Nome            | Nazione     | Primo titolo | Vittorie |
| --------------- | ----------- | ------------ | -------- |
| Richard Sears   | Stati Uniti | 1881         | 7        |
| William Larned  | Stati Uniti | 1901         | 7        |
| Bill Tilden     | Stati Uniti | 1920         | 7        |
| Jimmy Connors   | Stati Uniti | 1974         | 5        |
| Pete Sampras    | Stati Uniti | 1990         | 5        |
| Roger Federer   | Svizzera    | 2004         | 5        |
| Robert Wrenn    | Stati Uniti | 1893         | 4        |
| John McEnroe    | Stati Uniti | 1979         | 4        |
| Rafael Nadal    | Spagna      | 2010         | 4        |
| Novak Đoković   | Serbia      | 2011         | 4        |
| Oliver Campbell | Stati Uniti | 1890         | 3        |
| Malcolm Whitman | Stati Uniti | 1898         | 3        |
| Fred Perry      | Regno Unito | 1933         | 3        |
| Ivan Lendl      | Rep. Ceca   | 1985         | 3        |